# Kabinett Pierre-Louis

Wappen von Haiti

Präsident Joseph Nemours Pierre-Louis.

Das Kabinett Pierre-Louis war die Regierung in Haiti unter dem kommissarischen Präsidenten Joseph Nemours Pierre-Louis vom 12. Dezember 1956 bis zum 3. Februar 1957. Das Kabinett löste das Kabinett Magloire ab und wurde am 3. Februar 1957 vom Kabinett Sylvain abgelöst.

## Geschichte
Am 12. Dezember 1956 musste General Paul Eugène Magloire, Präsident von Haiti ab 1950, auf Druck des Volkes die Macht abgeben. Joseph Nemours Pierre-Louis, damals Präsident des Kassationsgerichtshofs (Cour de Cassation), wurde gemäß Artikel 81 der Verfassung von 1950 sein Nachfolger als vorläufiger Präsident. Im Kabinett von Nemours Pierre-Louis, das aus acht Staatssekretären und drei Unterstaatssekretären bestand, gehörten treue Unterstützer der drei Präsidentschaftskandidaten. Indem er sich weigerte, den ehemaligen Präsidenten Magloire durch die Verstaatlichung seines Eigentums und die strafrechtliche Verfolgung von Mitgliedern seiner Regierung zu verfolgen, wurde er als jemand dargestellt, der die Politik seines Vorgängers fortsetzte. Nach dem umfassenden Rücktritt der Mitglieder seines Kabinetts musste er das Amt als Staatspräsident schließlich selbst aufgeben. Seine Aufgabe bestand dann darin, die Wahlen zu organisieren, aus denen ein neuer Präsident und die Mitglieder der 38. Legislaturperiode des Parlaments hervorgehen sollten. Nach Gesprächen mit den Präsidentschaftskandidaten wurde Franck Sylvain vom Parlament zu seinem vorübergehenden Nachfolger gewählt.

## Kabinettsmitglieder
Dem Kabinett gehörten folgende Personen an:

### Staatssekretäre(Secrétaires d’état)
- Nationale Bildung und Handel (Education nationale et Commerce): Marcel Vaval
- Finanzen und Nationale Wirtschaft (Finance et Économie nationale): Paul Cassagnol
- Inneres und Nationale Verteidigung (Intérieur et Défense nationale): Rodolph Barau
- Präsidialamt (Présidence): Lélio Vilgrain
- Auswärtiges und Kulte (Relations extérieures et Cultes): Jean Price Mars
- Öffentliche Gesundheit und Arbeit (Santé publique et Travail): Joseph Buteau
- Öffentliche Arbeiten und Landwirtschaft (Travaux publics et Agriculture): Hughes Bourjolly

### Unterstaatssekretäre(Sous-Secrétaires d’état)
- Landwirtschaft (Agriculture): Sténio Féthière
- Nationale Wirtschaft (Économie nationale): Max Bolté
- Finanzen (Finances): Marcel Robin

## Hintergrundliteratur
- Haiti Sun, Vol. VII, Nr. 12, 16. Dezember 1956, S. 1.